# Травне (Мокроусовський округ)
Тра́вне (рос. Травное) — село у складі Мокроусовського округу Курганської області, Росія.
Населення — 664 особи (2010, 801 у 2002).
Національний склад станом на 2002 рік:
- росіяни — 88 %